# Stackholmen och Laduholmen
Stackholmen och Laduholmen är en ö i Finland. Den ligger i Finska viken och i kommunen Borgå i landskapet Nyland, i den södra delen av landet. Ön ligger omkring 47 kilometer öster om Helsingfors.
Öns area är 9 hektar och dess största längd är 0,7 kilometer i öst-västlig riktning.